# Nok Er Nok
"Nok Er Nok" er en single fra 1983 med Altmann, der var et pseudonym for Robert Hauschildt.

## Trackliste
1. "Nok Er Nok" (Altmann)  – 3:20
2. "Du Dutter Ikke" (Altmann) – 2:55

## Medvirkende
- Robert Hauschildt - vokaler & keyboards
- Per Chr. Frost - guitar & bas
- Jens G. Nielsen - programmering & percussion
- Donna Cadogan - kor
- Pia Ahler - kor